# 体重级别
体重级别或重量级别是指在体育比赛中依参赛者体重划分不同组别进行比赛的规则，其目的是为了抵消体重的优势，使比赛更公平。分体重等级进行比赛的运动项目包括：拳击、摔跤、柔道等许多搏击运动，以及举重。

## 拳击

### 业余拳击
根据国际业余拳击联合会（AIBA）的规则，男子和青年男子（16－18岁）拳击比赛分11个重量级别；女子和青少年女子（14－16岁）拳击比赛分13个重量级别。AIBA对体重等级的具体划分为：
| 男子、青年男子           |      |      |                  |                  |
| 级别                     | 体重 | 体重 | 英制             | 英制             |
| 级别                     | ＞   | ≤    | ＞               | ≤                |
| 轻蝇量级（48公斤级）     | －   | 48kg | －               | 105磅13盎司2打兰 |
| 蝇量级（51公斤级）       | 48kg | 51kg | 105磅13盎司2打兰 | 112磅6盎司15打兰 |
| 雏量级（54公斤级）       | 51kg | 54kg | 112磅6盎司15打兰 | 119磅12打兰      |
| 羽量级（57公斤级）       | 54kg | 57kg | 119磅12打兰      | 125磅10盎司9打兰 |
| 轻量级（60公斤级）       | 57kg | 60kg | 125磅10盎司9打兰 | 132磅4盎司7打兰  |
| 轻次中量级（64公斤级）   | 60kg | 64kg | 132磅4盎司7打兰  | 141磅1盎司8打兰  |
| 次中量级（69公斤级）     | 64kg | 69kg | 141磅1盎司8打兰  | 152磅1盎司14打兰 |
| 中量级（75公斤级）       | 69kg | 75kg | 152磅1盎司14打兰 | 165磅5盎司8打兰  |
| 轻重量级（81公斤级）     | 75kg | 81kg | 165磅5盎司8打兰  | 178磅9盎司2打兰  |
| 重量级（91公斤级）       | 81kg | 91kg | 178磅9盎司2打兰  | 200磅9盎司14打兰 |
| 特重量级（91公斤以上级） | 91kg | －   | 200磅9盎司14打兰 | －               |

| 女子、青少年男子       |      |      |                  |                  |
| 级别                   | 体重 | 体重 | 英制             | 英制             |
| 级别                   | ＞   | ≤    | ＞               | ≤                |
| 针量级（46公斤级）     | －   | 46kg | －               | 101磅6盎司9打兰  |
| 轻蝇量级（48公斤级）   | 46kg | 48kg | 101磅6盎司9打兰  | 105磅13盎司2打兰 |
| 蝇量级（50公斤级）     | 48kg | 50kg | 105磅13盎司2打兰 | 110磅3盎司11打兰 |
| 轻雏量级（52公斤级）   | 50kg | 52kg | 110磅3盎司11打兰 | 114磅10盎司3打兰 |
| 雏量级（54公斤级）     | 52kg | 54kg | 114磅10盎司3打兰 | 119磅12打兰      |
| 羽量级（57公斤级）     | 54kg | 57kg | 119磅12打兰      | 125磅10盎司9打兰 |
| 轻量级（60公斤级）     | 57kg | 60kg | 125磅10盎司9打兰 | 132磅4盎司7打兰  |
| 轻次中量级（63公斤级） | 60kg | 63kg | 132磅4盎司7打兰  | 138磅14盎司4打兰 |
| 次中量级（66公斤级）   | 63kg | 66kg | 138磅14盎司4打兰 | 145磅8盎司1打兰  |
| 轻中量级（70公斤级）   | 66kg | 70kg | 145磅8盎司1打兰  | 154磅5盎司2打兰  |
| 中量级（75公斤级）     | 70kg | 75kg | 154磅5盎司2打兰  | 165磅5盎司8打兰  |
| 轻重量级（80公斤级）   | 75kg | 80kg | 165磅5盎司8打兰  | 176磅5盎司14打兰 |
| 重量级（86公斤级）     | 80kg | 86kg | 176磅5盎司14打兰 | 189磅9盎司8打兰  |

### 职业拳击
各职业拳击组织（如：IBF、WBA、WBC、WBO）的体重等级并不相同，但是划分的重量标准是一样的。具体划分见下表，因现代拳击运动起源于英国所以重量的划分以英制为标准：
| 等级                                                | 体重           | 公制                     |
| 最轻量级（WBA） 草量级（WBC） 迷你蝇量级（WBO/IBF） | ≤105磅         | ≤47.627公斤              |
| 轻蝇量级（WBA/WBC） 初蝇量级（WBO/IBF）             | ＞105磅 ≤108磅 | ＞47.627公斤 ≤48.988公斤 |
| 蝇量级                                              | ＞108磅 ≤112磅 | ＞48.988公斤 ≤50.802公斤 |
| 超蝇量级（WBA/WBC） 初雏量级（WBO/IBF）             | ＞112磅 ≤115磅 | ＞50.802公斤 ≤52.163公斤 |
| 雏量级                                              | ＞115磅 ≤118磅 | ＞52.163公斤 ≤53.525公斤 |
| 超雏量级（WBA/WBC） 初羽量级（WBO/IBF）             | ＞118磅 ≤122磅 | ＞53.525公斤 ≤55.225公斤 |
| 羽量级                                              | ＞122磅 ≤126磅 | ＞55.225公斤 ≤57.153公斤 |
| 超羽量级（WBA/WBC） 初轻量级（WBO/IBF）             | ＞126磅 ≤130磅 | ＞57.153公斤 ≤58.967公斤 |
| 轻量级                                              | ＞130磅 ≤135磅 | ＞58.967公斤 ≤61.235公斤 |
| 超轻量级（WBA/WBC） 初次中量级（WBO/IBF）           | ＞135磅 ≤140磅 | ＞61.235公斤 ≤63.503公斤 |
| 次中量级                                            | ＞140磅 ≤147磅 | ＞63.503公斤 ≤66.678公斤 |
| 超次中量级（WBA/WBC） 初中量级（WBO/IBF）           | ＞147磅 ≤154磅 | ＞66.678公斤 ≤69.850公斤 |
| 中量级                                              | ＞154磅 ≤160磅 | ＞69.850公斤 ≤72.574公斤 |
| 超中量级                                            | ＞160磅 ≤168磅 | ＞72.574公斤 ≤76.203公斤 |
| 轻重量级                                            | ＞168磅 ≤175磅 | ＞76.203公斤 ≤79.378公斤 |
| 次重量级（WBA/WBC/IBF） 初重量级（WBO）             | ＞175磅 ≤200磅 | ＞79.378公斤 ≤90.892公斤 |
| 重量级                                              | ＞200磅        | ＞90.892公斤             |

## 柔道
奥运会柔道比赛的体重等级划分如下：
| 级别     | 体重（1998年之后） | 体重（1998年之后） | 体重（1998年之前） | 体重（1998年之前） |
| 级别     | 男子               | 女子               | 男子               | 女子               |
| 特轻量级 | ≤60公斤            | ≤48公斤            | ≤60公斤            | ≤48公斤            |
| 次轻量级 | ≤66公斤            | ≤52公斤            | ≤65公斤            | ≤52公斤            |
| 轻量级   | ≤73公斤            | ≤57公斤            | ≤71公斤            | ≤56公斤            |
| 次中量级 | ≤81公斤            | ≤63公斤            | ≤78公斤            | ≤61公斤            |
| 中量级   | ≤90公斤            | ≤70公斤            | ≤86公斤            | ≤66公斤            |
| 次重量级 | ≤100公斤           | ≤78公斤            | ≤95公斤            | ≤72公斤            |
| 重量级   | ＞100公斤          | ＞78公斤           | ＞95公斤           | ＞72公斤           |

## 跆拳道
世界跆拳道联合会（WTF）对跆拳道比赛的体重等级划分做出如下规定：
| 级别     | 体重             | 体重             | 体重             | 体重             |
| 级别     | 男子             | 女子             | 青年男子         | 青年女子         |
| 鳍量级   | ≤54公斤          | ≤47公斤          | ≤45公斤          | ≤42公斤          |
| 蝇量级   | ＞54公斤 ≤58公斤 | ＞47公斤 ≤51公斤 | ＞45公斤 ≤48公斤 | ＞42公斤 ≤44公斤 |
| 雏量级   | ＞58公斤 ≤62公斤 | ＞51公斤 ≤55公斤 | ＞48公斤 ≤51公斤 | ＞44公斤 ≤46公斤 |
| 羽量级   | ＞62公斤 ≤67公斤 | ＞55公斤 ≤59公斤 | ＞51公斤 ≤55公斤 | ＞46公斤 ≤49公斤 |
| 轻量级   | ＞67公斤 ≤72公斤 | ＞59公斤 ≤63公斤 | ＞55公斤 ≤59公斤 | ＞49公斤 ≤52公斤 |
| 次中量级 | ＞72公斤 ≤78公斤 | ＞63公斤 ≤67公斤 | ＞59公斤 ≤63公斤 | ＞52公斤 ≤55公斤 |
| 轻中量级 | －               | －               | ＞63公斤 ≤68公斤 | ＞55公斤 ≤59公斤 |
| 中量级   | ＞78公斤 ≤84公斤 | ＞67公斤 ≤72公斤 | ＞68公斤 ≤73公斤 | ＞59公斤 ≤63公斤 |
| 轻重量级 | －               | －               | ＞73公斤 ≤78公斤 | ＞63公斤 ≤68公斤 |
| 重量级   | ＞84公斤         | ＞72公斤         | ＞78公斤         | ＞68公斤         |

奥运会跆拳道比赛则分为下列级别：
| 级别     | 男子                     | 女子                     |
| - 蝇量级 | 不超过58公斤             | 不超过49公斤             |
| - 轻量级 | 58公斤以上，不超过68公斤 | 49公斤以上，不超过57公斤 |
| - 中量级 | 68公斤以上，不超过80公斤 | 57公斤以上，不超过67公斤 |
| - 重量级 | 80公斤以上               | 67公斤以上               |

## 综合格斗&散打

### 综合格斗
- 草量级（Strawweight）115磅以下（52kg以下）：女子组级别
- 蝇量级（Flyweight）125磅以下（57kg以下）
- 雏量级（Bantamweight）125—135磅（57kg～61kg）
- 羽量级（Featherweight）135—145磅（61kg～65kg）
- 轻量级（Lightweight）145—155磅（65kg～70kg）
- 次中量级（Welterweight）155—170磅（70kg～77kg）
- 中量级（Middleweight）170—185磅（77kg～83kg）
- 轻重量级（LightHeavyweight）185—205磅（83kg～92kg）
- 重量级（Heavyweight）205磅—265磅（92kg～120kg）

### 散打
散打并非奥运会正式比赛项目，根据国际武术联合会（IWUF）的规则，男子散打比赛的体重等级这样划分：
| 48公斤级     | 体重≤48kg       |
| 52公斤级     | 48kg＜体重≤52kg |
| 56公斤级     | 52kg＜体重≤56kg |
| 60公斤级     | 56kg＜体重≤60kg |
| 65公斤级     | 60kg＜体重≤65kg |
| 70公斤级     | 65kg＜体重≤70kg |
| 75公斤级     | 70kg＜体重≤75kg |
| 80公斤级     | 75kg＜体重≤80kg |
| 85公斤级     | 80kg＜体重≤85kg |
| 90公斤级     | 85kg＜体重≤90kg |
| 90公斤以上级 | 体重＞90kg      |

散打是全运会的正式比赛项目，十运会上男子散打比赛分为50公斤、58公斤、67.5公斤、77.5公斤、87.5公斤和87.5公斤以上共六个级别。

## 摔跤

### 国际式摔跤
国际式摔跤包括古典式摔跤和自由式摔跤，它们都是奥运会比赛项目。国际业余摔跤联合会（FILA）将摔跤按性别和不同年龄组别做出不同的体重分级：

#### 男子自由式和古典式
| 儿童（14－15岁）                                                                                           | 青少年（16－17岁）                                                                                          | 青年（18－20岁）                                                                       | 成年                                                                         |
| 1. 29—32公斤 2. 35公斤 3. 38公斤 4. 42公斤 5. 47公斤 6. 53公斤 7. 59公斤 8. 66公斤 9. 73公斤 10. 73—85公斤 | 1. 39—42公斤 2. 46公斤 3. 50公斤 4. 54公斤 5. 58公斤 6. 63公斤 7. 69公斤 8. 76公斤 9. 85公斤 10. 85—100公斤 | 1. 46—50公斤 2. 55公斤 3. 60公斤 4. 66公斤 5. 74公斤 6. 84公斤 7. 96公斤 8. 96—120公斤 | 1. 50—55公斤 2. 60公斤 3. 66公斤 4. 74公斤 5. 84公斤 6. 96公斤 7. 96—120公斤 |

#### 女子自由式
| 幼儿（14－15岁）                                                                                           | 青少年（16－17岁）                                                                                         | 青年（18－20岁）                                                                      | 成年                                                                        |
| 1. 28—30公斤 2. 32公斤 3. 34公斤 4. 37公斤 5. 40公斤 6. 44公斤 7. 48公斤 8. 52公斤 9. 57公斤 10. 57—62公斤 | 1. 36—38公斤 2. 40公斤 3. 43公斤 4. 46公斤 5. 49公斤 6. 52公斤 7. 56公斤 8. 60公斤 9. 65公斤 10. 65—70公斤 | 1. 40—44公斤 2. 48公斤 3. 51公斤 4. 55公斤 5. 59公斤 6. 63公斤 7. 67公斤 8. 67—72公斤 | 1. 44—48公斤 2. 51公斤 3. 55公斤 4. 59公斤 5. 63公斤 6. 67公斤 7. 67—72公斤 |

#### 奥运会摔跤的重量级别
奥运会摔跤的重量级别与FILA的重量级别不同。其中男子摔跤项目的重量级别划分为：
| 新级别（2004年至今）                                                                                | 旧级别（至2000年） |
| - 55公斤以下级 - 55—60公斤级 - 60—66公斤级 - 66—74公斤级 - 74—84公斤级 - 84—96公斤级 - 96—120公斤级 | - 轻蝇量级（48公斤以下级） - 蝇量级（52公斤级） - 雏量级（57公斤级） - 羽量级（62公斤级） - 轻量级（68公斤级） - 次中量级（74公斤级） - 中量级（82公斤级） - 轻重量级（90公斤级） - 重量级（100公斤级） - 超重量级（130公斤级） |

女子自由式摔跤自2004年起正式成为奥运会比赛项目，目前共有48公斤以下、55公斤、63公斤、72公斤四个级别。

### 中国式摔跤
根据中国国家体育总局制定的《中国式摔跤竞赛规则》，中国式摔跤的体重级别可按成年男子、成年女子和青年（15－18岁）三个组别做如下划分：
| 男子 | 女子 | 青年 |
| - 不超过48公斤级别 - 48—52公斤级别 - 52—57公斤级别 - 57—62公斤级别 - 62—68公斤级别 - 68—74公斤级别 - 74—82公斤级别 - 82—90公斤级别 - 90—100公斤级别 - 100公斤以上级 | - 不超过44公斤级别 - 44—47公斤级别 - 47—50公斤级别 - 50—54公斤级别 - 54—58公斤级别 - 58—63公斤级别 - 63—68公斤级别 - 68—74公斤级别 - 74—82公斤级别 - 82公斤以上级 | - 不超过46公斤级别 - 46—49公斤级别 - 49—52公斤级别 - 52—56公斤级别 - 56—61公斤级别 - 61—66公斤级别 - 66—72公斤级别 - 72—80公斤级别 - 80—90公斤级别 - 90公斤以上级 |

## 举重
在20世纪70年代以前，男子举重的体重等级划分为：
| - 52公斤级      | 体重≤52kg         |
| - 56公斤级      | 52kg＜体重≤56kg   |
| - 60公斤级      | 56kg＜体重≤60kg   |
| - 67.5公斤级    | 60kg＜体重≤67.5kg |
| - 75公斤级      | 67.5kg＜体重≤75kg |
| - 82.5公斤级    | 75kg＜体重≤82.5kg |
| - 90公斤级      | 82.5kg＜体重≤90kg |
| - 100公斤级     | 90kg＜体重≤100kg  |
| - 110公斤级     | 100kg＜体重≤110kg |
| - 110公斤以上级 | 体重＞110kg       |

为了在奥运会中增加女子举重项目，男子举重的体重等级做了调整或合并，以缩短比赛时间，使整个比赛适应奥运会的赛程。目前在国际比赛和奥运会比赛中举重的体重等级划分为：
| 男子                                                                                          | 女子                                                                                        |
| - 56公斤级 - 62公斤级 - 69公斤级 - 77公斤级 - 85公斤级 - 94公斤级 - 105公斤级 - 105公斤以上级 | - 48公斤级 - 53公斤级 - 58公斤级 - 63公斤级 - 69公斤级 - 75公斤级 - 90公斤级 - 90公斤以上级 |